# Crepidium lobatocallosum
Crepidium lobatocallosum là một loài thực vật có hoa trong họ Lan. Loài này được (J.J.Sm.) Szlach. mô tả khoa học đầu tiên năm 1995.